# توم فلانغن
توم فلانغن (21 أكتوبر 1991 بهامرسميث في المملكة المتحدة - ) (بالإنجليزية: Tom Flanagan)‏ هو لاعب كرة قدم بريطاني في مركز الدفاع. شارك مع منتخب أيرلندا الشمالية تحت 21 سنة لكرة القدم. أما مع النوادي، فقد لعب مع ستيفيناغ بوروه وميلتون كينز دونز ونادي بارنت ونادي بليموث أرجايل ونادي بيرتن ألبيون ونادي غيلينغهام ونادي كيترينغ تاون.

## وصلات خارجية
- توم فلانغن على موقع الاتحاد الأوربي (الإنجليزية)
- توم فلانغن على موقع قاعدة بيانات كرة القدم.إي يو (الإنجليزية)
- توم فلانغن على موقع ناشيونال فوتبول تيمز (الإنجليزية)
- توم فلانغن على موقع Soccerbase.com (لاعب) (الإنجليزية)
- توم فلانغن على موقع Soccerway.com (الإنجليزية)